# Vető József
Vető József (született Vettermann) (Budapest, 1910. április 25. – Budapest, 1977. október 24.) magyar újságíró, szerkesztő.

## Életpálya
Vettermann István ruhaszabász és Guttmann Gizella (1889–1937) fiaként született. Anyai nagyszülei Guttmann Ábrahám és Hahn Janka voltak. A Madách Imre Gimnáziumban érettségizett (1928). Már diákkorában publikált a Sporthírlapban, négy éven át a lap tudósítója is volt. 1936. június 10-én Budapesten, a Terézvárosban házasságot kötött dr. Abonyi Tibor és Sebő Mária lányával, Mártával. A Nemzeti Sportnál is alkalmazták, de a faji törvények miatt 1939-ben elbocsátották. Katonaság, szökés és hadifogság után 1948-ban került haza, rövidesen a Népsport munkatársa lett. 1950 és 1968 között a Szabad Nép, illetve a Népszabadság munkatársa, szerkesztő bizottsági tagja volt. Tudósított többek között az 1954-es labdarúgó világbajnokságról is. 1968-tól 1974-ig a Tükör című hetilap főszerkesztője, 1969–1970-ben a Magyar Sakkélet szerkesztőbizottságának elnöke. 1958-tól 1977-ig a Magyar Újságírók Országos Szövetsége (MÚOSZ) elnökségi tagja volt. A Újságírók Szanatórium Egyesületének (ÚSZE) alelnöke volt.
Az 1930-as években a sportélettel kapcsolatos, gyakran szatirikus hangvételű glosszaírás egyik úttörője a magyar sajtóban. 1945 utáni évtizedekben elsősorban belpolitikai glosszákat, jegyzeteket írt. A Népszabadságban 17 éven át, haláláig vezetett Emberek és esetek című rovatában meghonosította a néha csak néhány soros, axiómaszerű, de mindig aktualitásokra utaló glosszafajtát. A Tükörben is rovatot nyitott a nagyrészt általa írt, néhány mondatos, csattanós jegyzeteknek. 1972-ben a Magyar Televízió portréfilmet készített róla (az Ólombetűs vallomások sorozatban).

## Könyvei
- Vető József–Lukács László: Kalandozás a sportvilágban; Móra, Budapest, 1961
- Sports in Hungary; szerk. Vető József; angolra ford. Butykay István; Corvina, Budapest, 1965
- Bölcsességek könyve. Szállóigék. (1968)

## Díjai, elismerései
- Sport Érdemérem arany fokozata (1952)
- Rózsa Ferenc-díj (1962)
- Munka Érdemrend arany fokozata (1974)